# جرن السنبي (السدة)

تعديل مصدري - تعديل

جرن السنبي محلة تابعة لقرية حدة غليس، التابعة لعزلة جبل حجاج بمديرية السدة إحدى مديريات محافظة إب في الجمهورية اليمنية.، بلغ تعداد سكانها 228 حسب تعداد اليمن لعام 2004.